# Dessauer Verkehrsgesellschaft
Die Dessauer Verkehrsgesellschaft mbH (DVG) betreibt in Dessau-Roßlau zwei Straßenbahn- und 10 Stadtbuslinien. Sie entstand 1990 aus dem VEB Verkehrsbetriebe Dessau im VE Verkehrskombinat Halle und ist seit 1993 eine Tochtergesellschaft der Dessauer Versorgungs- und Verkehrsgesellschaft mbH – DVV Stadtwerke.

## Geschichte

### Straßenbahn
Seit dem 15. November 1894 verkehrt in Dessau eine Straßenbahn. Bis zum 24. März 1901 betrieb man sie mit Gasmotoren, zum 26. März 1901 wurde die Straßenbahn elektrifiziert. Von 1907 bis 1945 führte die Bahn auch in das benachbarte Roßlau.
Nach den Zerstörungen im Zweiten Weltkrieg wurde die Straßenbahn mit neuen Fahrzeugen ausgestattet. In den 1970er Jahren wurde die Umstellung auf Oberleitungsbus beschlossen, zehn Jahre später wieder revidiert und der Ausbau zu den neuen Plattenbau-Wohngebieten beschlossen.
2002 erreichte die Dessauer Straßenbahn mit 12,5 Kilometern Länge ihre größte Netzausdehnung.

### Omnibus
1926 wurde ein ständig verkehrender Omnibus in Betrieb genommen, da Straßenbahnstrecken in die Vororte finanziell nicht tragbar gewesen wären. 1930 gab es neben den drei Straßenbahnlinien schon neun Buslinien. Die ersten Busse hatten Aufbauten aus der Waggonfabrik Dessau auf LKW-Fahrgestellen. Vor dem Krieg wurde mit Stadtgas als Treibstoff experimentiert.
In den 1950er Jahren konnten erstmals wieder neue Wagen beschafft werden, aber auch eine Anzahl von Berliner Doppeldeckerbussen Do 56 wurden gebraucht gekauft.
Zu DDR-Zeiten wurden typische Ikarus-Busse eingesetzt. Durch die Straßenbahn-Streckeneinstellungen wurden immer mehr Buslinien eingerichtet. 1992 konnten die ersten MAN-Busse vom Typ SL 202 bzw. ab 1994 vom Typ NL 202 in Betrieb gehen. Mit Eröffnung der Straßenbahnstrecke nach Dessau-West wurden die Linien optimiert und auf das Nötigste reduziert.
Seit August 2002 betrieb Dessau sein Stadtbusnetz mit zwanzig modernen Erdgas-Bussen vom Typ MAN A21 CNG. Für den Spätverkehr wurden im Jahr 2009 vier Mercedes-Benz Sprinter City 35 Kleinbusse angeschafft, die auf vier Ringlinien im sogenannten „Nachtverkehr“ eingesetzt wurden.
Im Juli 2009 wurde das bisherige Regionalbusnetz der Otto Müller Omnibusbetrieb GmbH in und um Roßlau mit dem Dessauer DVG-Stadtnetz zu einem gemeinsamen Fahrplan- und Tarifgebiet vereint. Die fünf Roßlauer Linien wurden mit dem 20er Nummernkreis als Stadtlinien deklariert. Zum 1. Juli 2017 wurde die Dessauer Verkehrsgesellschaft per Direktvergabe mit dem gesamten Straßenbahn- und Busnetz innerhalb der Stadtgrenzen betraut. Nunmehr fungieren die Firma Müller in Roßlau, Heinrich Reisen aus Oranienbaum und die Vetter GmbH aus Salzfurtkapelle als Subunternehmen, die Linien in Dessau-Roßlau wurden dabei neu geordnet. Zum Mai 2018 wurden die Subunternehmerleistungen ausgeschrieben, alle drei Lose im Busverkehr gingen an die Vetter GmbH. Der Omnibusbetrieb Müller ging in Insolvenz, Heinrich Reisen konzentriert sich wieder auf den Reiseverkehr.

## Linien und Fahrplan

### Straßenbahn
Montags bis samstags besteht tagsüber ein 15-Minuten-Takt, in den Randzeiten sowie sonn- und feiertags wird alle 30 Minuten gefahren.
| Linie | Fahrstrecke                                     |
| ----- | ----------------------------------------------- |
| 1     | Hauptbahnhof – Wasserwerkstraße – Dessau-Süd    |
| 3     | Hauptbahnhof – Berufsschulzentrum – Junkerspark |

### Omnibus
Im Tagesverkehr wird werktags zumeist halbstündlich gefahren, Linien in Vororte auch im Stundentakt. Am Wochenende gilt grundsätzlich der Stundentakt, an Sonn- und Feiertagen werden einige Linien lediglich im Rufbus-System bedient.
| Linie | Fahrstrecke                                                                                         |
| ----- | --------------------------------------------------------------------------------------------------- |
| 10    | Bauhauslinie: Kornhaus – Hauptbahnhof – Rathaus – Laubenganghäuser (Siedlung Törten)                |
| 11    | Tempelhofer Straße – Törten – Hauptbahnhof – Ziebigk, Ebertallee                                    |
| 12    | Tempelhofer Straße – Törten – Hauptbahnhof – Kühnau – Ziebigk, Ebertallee                           |
| 13    | Hauptbahnhof – Rathaus – Waldersee                                                                  |
| 14    | Hauptbahnhof – Rathaus – Mildensee                                                                  |
| 15    | Hauptbahnhof – Rathaus – Mildensee – Kleutsch – Sollnitz                                            |
| 16    | Junkerspark – Mosigkau – Kochstedt – Wasserwerkstraße – Rathaus – Hauptbahnhof – Roßlau – Meinsdorf |
| 17    | Hauptbahnhof – Ziebigk – Kühnau – Alten – Kochstedt, Mühle                                          |
| 21    | Rietzmeck – Roßlau, Bahnhof – Roßlau, Waldesruh – Roßlau, Bahnhof – Rietzmeck                       |
| 22    | Roßlau, Bahnhof – Meinsdorf – Mühlstedt – Natho/Thießen                                             |

Spätverkehr („Nachtlinien“)
Täglich gibt es von etwa 20 Uhr bis 0:30 Uhr ein spezielles Spätverkehrsnetz, als „Nachtverkehr“ bezeichnet. Die Linie N4 verkehrt im Rufbus-System, die anderen fünf Linien, davon vier Ringverkehre, fahren stündlich. Im Frühverkehr von 2 Uhr bis Betriebsbeginn der Tageslinien verkehren die Linien N2 bis N5 als Rufbus.
| Linie | Fahrstrecke                                                                              |
| ----- | ---------------------------------------------------------------------------------------- |
| N1    | Hauptbahnhof – Kühnau – Ziebigk – Hauptbahnhof – Süd – Haideburg – Törten – Hauptbahnhof |
| N2    | Hauptbahnhof – Junkerspark – Mosigkau – Kochstedt – Wasserwerkstr. – Hauptbahnhof        |
| N3    | Hauptbahnhof – Wasserwerkstr. – Kochstedt – Mosigkau – Junkerspark – Hauptbahnhof        |
| N4    | Hauptbahnhof – Waldersee – Mildensee – Sollnitz (Rufbus)                                 |
| N5    | Hauptbahnhof – Ziebigk – Kühnau – Hauptbahnhof – Törten – Haideburg – Süd – Hauptbahnhof |
| N6    | Hauptbahnhof – Roßlau – Meinsdorf                                                        |

## Wagenpark
Bei der Straßenbahn stehen 10 moderne Niederflur-Triebwagen vom Typ NGT6DE zur Verfügung.
Neben den historischen Zweiachsern HTw 28 und HTW 30 gibt es noch einen GT8-Bistro-Tram-Wagen und einen abgestellten DÜWAG GT8.
Für den Busbetrieb besitzt die DVG 25 Busse (Stand Dezember 2019):
- 1 MAN Lion’s City A21 NL 313 (Baujahr 2008, 2014 ex Dr. Richard, Wien)
- 1 Mercedes-Benz Sprinter City 35 (Baujahr 2009)
- 4 MAN Lion’s City A21 NL 243 CNG (Baujahre 2009 und 2010, 2019 ex SWN Verkehr Neumünster)
- 14 MAN Lion’s City A21 NL 273 CNG (Baujahre 2014 und 2016)
- 2 MAN Lion’s City A21 NÜ 283 (Baujahr 2015)
- 2 MAN Lion’s City A23 NG323 (Baujahr 2017)
- 1 MAN Lion’s Coach (Baujahr 2017)

Für die Bedienung aller Linien dient die Vetter GmbH aus Salzfurtkapelle als Subunternehmen.

### Galerie

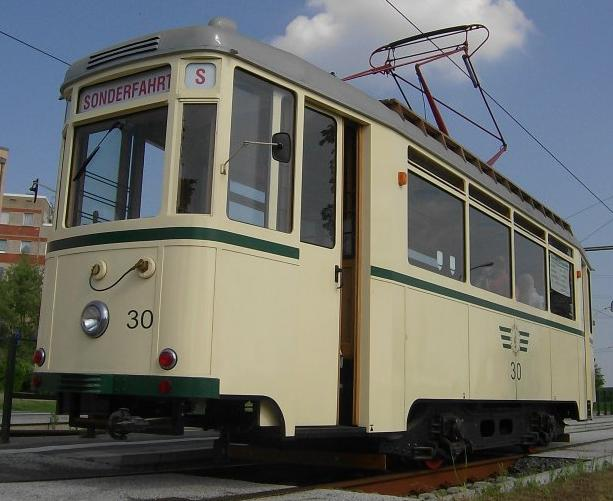
HTw 30 am Junkerspark
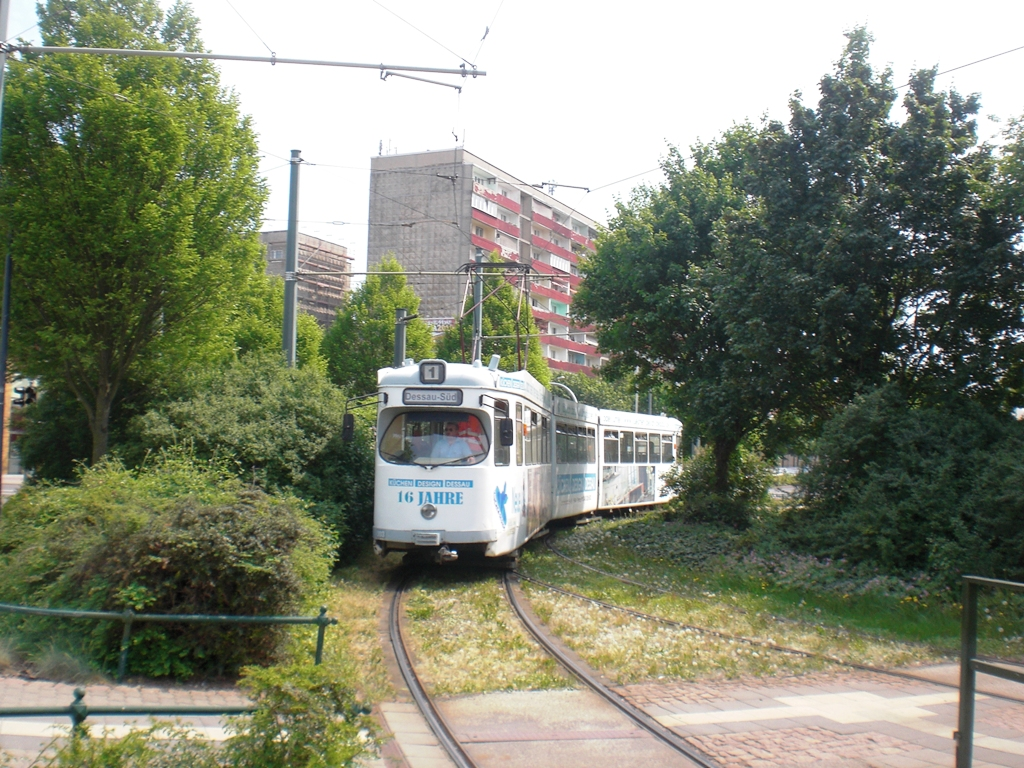
Der im Herbst 2017 abgestellte Düwag-GT8 Nr. 003
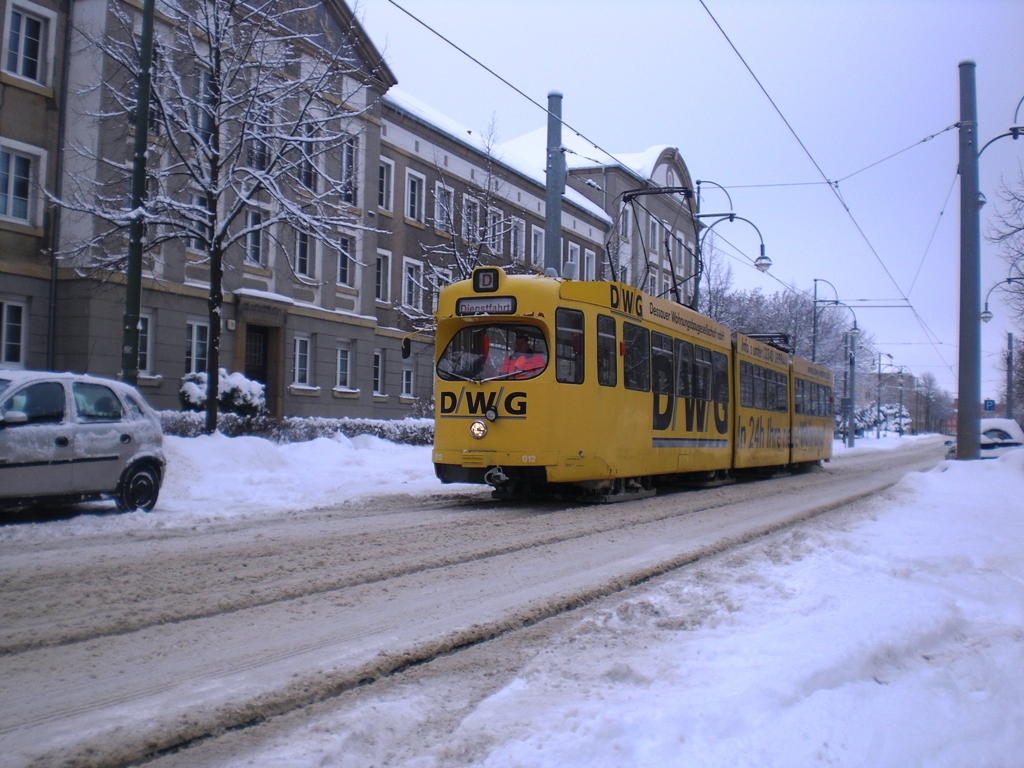
Der ehemalige Arbeitswagen 012
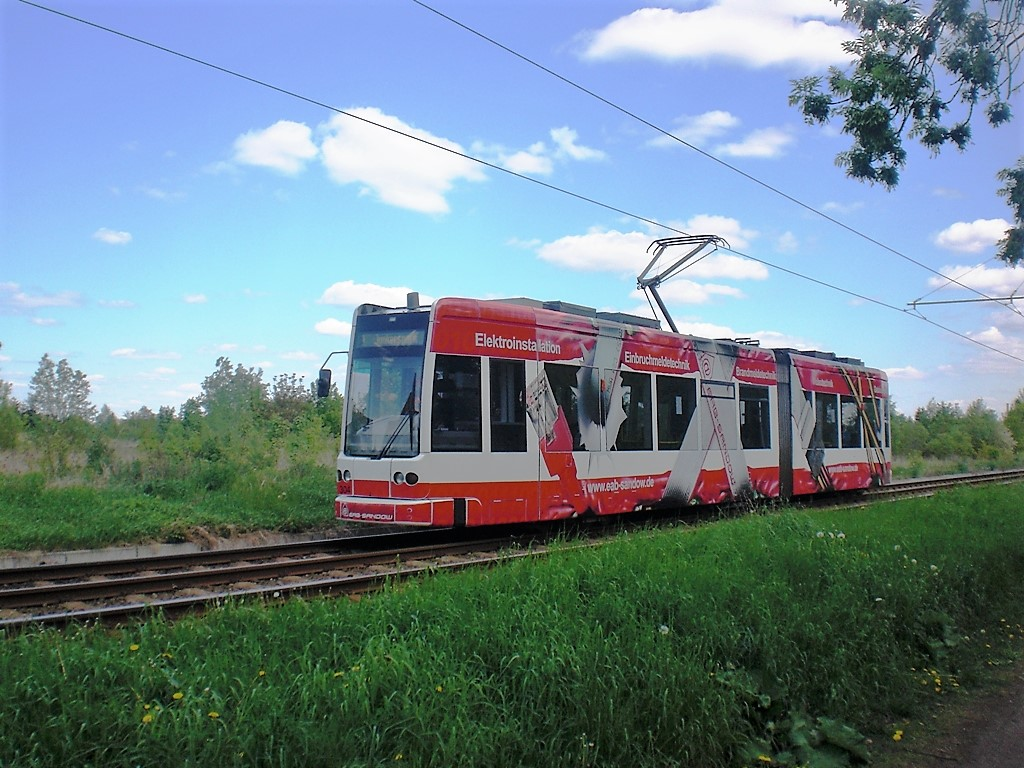
NGT 304 mit Vollwerbung am Klinikum
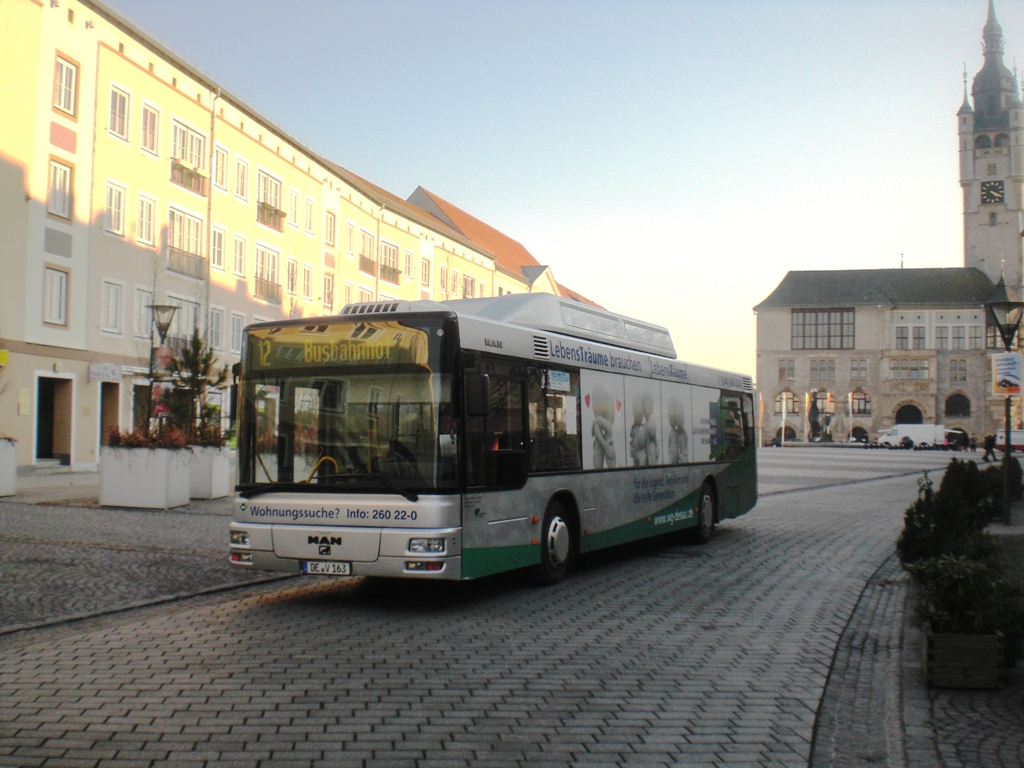
MAN-Erdgasbus 163 in der Zerbster Straße
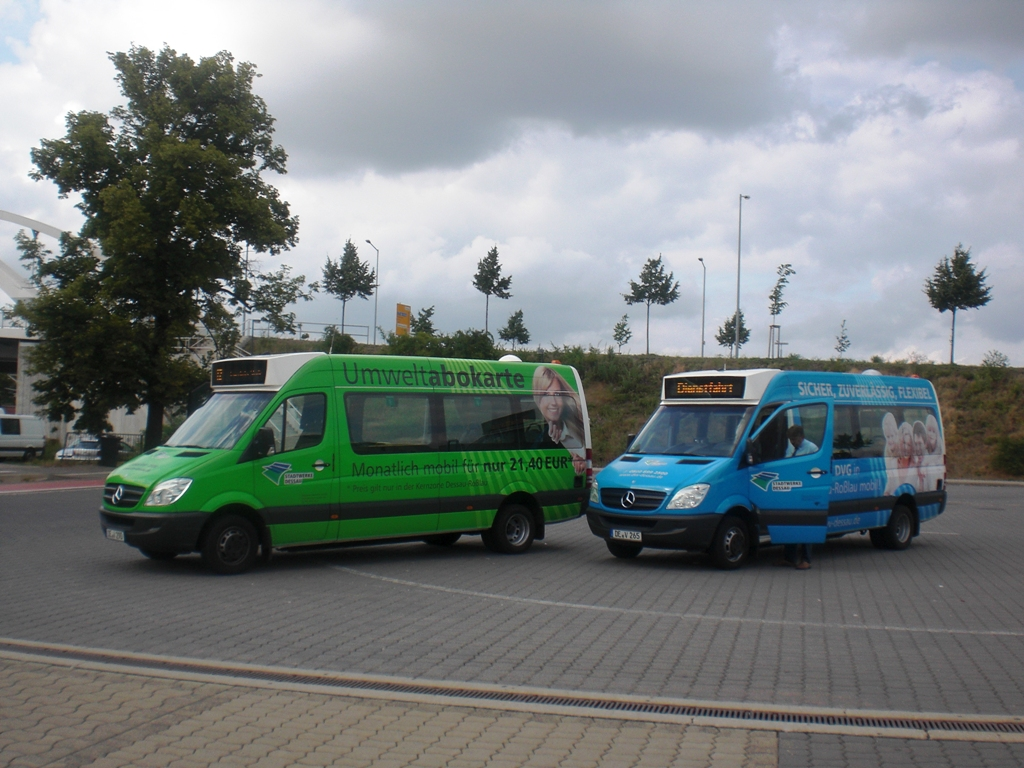
Zwei von vier Kleinbussen, die auch den Spätverkehr bestreiten